# Beta-Gerät
Le Beta-Gerät, désigné officiellement 30,5 cm schwerer Küstenmörser L/8, est un mortier de siège développé par Krupp et l’Artillerie-Prüfungskommission de l’armée impériale allemande.

## Historique

### Développement initial
Au cours des années 1880, le général von Moltke alerte du fait que l’armée impériale allemande ne dispose pas d’artillerie capable de réduire les nouveaux forts français, belges et russes. Ainsi, l’alliance franco-russe met l’Allemagne en danger d’être enfermée par une ceinture hermétique de fortifications en cas de conflit. Afin de résoudre ce problème, l’Artillerie-Prüfungskommission (APK), organisme supervisant le développement et la production de l’artillerie pour l’armée allemande conclu un partenariat avec l’entreprise Krupp pour mettre au point une série de pièces d’artillerie de siège.
Les recherches s’orientent en 1893 sur les Küstenmörser, des mortiers qui avaient été conçus dans les décennies précédentes pour défendre les côtes contre les navires cuirassés. L’idée est que les projectiles de gros calibre tirés par ces mortiers pourraient tout aussi bien traverser la carapace en béton d’un fort que le pont blindé d’un cuirassé. Le fruit de cette réflexion est un mortier de calibre 30,5 cm qui est accepté pour le service en 1897 sous le nom de schwerer Küstenmörser L/8 Beta-Gerät, le but de cette désignation en tant que « mortier côtier lourd » et « équipement bêta » étant de masque son véritable rôle.
Dès sa mise en service, de sérieux doutes existent dans l’armée allemande quant à la capacité du Beta-Gerät à détruire les forts modernes, les résultats des tests ayant été mitigés. Faute de mieux, six pièces sont tout-de-même produites en 1898. Quelques années plus tard, le siège de Port-Arthur pendant la guerre russo-japonaise montre que ce type d’artillerie permet de faciliter la prise de fortifications, ce qui incite les Allemands à se doter de trois pièces supplémentaires en 1906.

### Amélioration du concept
Afin de résoudre les problèmes de performance, l’état-major demande en septembre 1907 à Krupp d’améliorer la pièce. Il en résulte en 1909 le schwerer Küstenmörser 09, ou Beta-Gerät 09. Celui-ci est de conception totalement différente, avec un affût plus grand, un nouveau système d’absorption du recul et un tube plus long. Si les performances balistiques du nouveau modèles sont meilleures, le calibre identique de 30,5 cm reste toutefois insuffisant pour pénétrer le blindage des forts. En raison de ce problème, la production du Beta 09 est arrêtée au printemps 1910, après que seulement deux exemplaires aient été construits. L’armée allemande se tourne alors vers le Gamma-Gerät, dont le calibre de 42 cm offre de meilleures chances de succès.

## Organisation
Les Beta-Gerät ont été organisés en batteries appelées SKM, pour schwere Küstenmörser. Le nombre d’exemplaires produits a permis de constituer cinq batteries de deux pièces, les quatre premières étant équipées de Beta-Gerät et la cinquième de Beta-Gerät 09, tandis qu’une pièce a été conservée en réserve.

## Caractéristiques

### Description
Le Beta-Gerät est un mortier de calibre 30,5 cm à chargement par la culasse et affût sur fondations. L’usage d’un tel affût s’explique par la masse de 30 t de la pièce, qui nécessite une préparation spéciale du terrain. Il s’agit de la première de gros calibre allemande à être dotée d’un système d’absorption du recul, bien que celui-ci soit encore rudimentaire et fonctionne sur le principe de la gravité.
L’arme dispose d’un tube court d’environ 2,5 m et dispose ainsi d’une portée limitée à 8 200 m, soit moins que les armes lourdes des forts français. À chaque tir, le canon est placé à l’horizontal et chargé par la culasse avec l’obus, puis une douille en laiton contenant les charges propulsives, qui prennent la forme de petits paquets de poudre. La pièce est pointée en azimut par l’intermédiaire d’une plaque tournante montée sur l’embase, puis en élévation entre 50° et 60°. La précision est ensuite progressivement ajustée au fur et à mesure des tirs par des corrections plus fines du pointage et l’ajustement de la portée par l’augmentation ou la réduction de la charge propulsive.
Malgré ses défauts, le Beta-Gerät a toutefois l’avantage d’être une arme simple et fiable, avec une bonne cadence de tir, à environ un obus toutes les quatre minutes, soit quinze par heure.

### Transport et emplacement
La masse de la pièce réduit grandement sa mobilité. Pour pouvoir être transportée, celle-ci doit en effet être démontée en trois parties : le tube, l’affût et l’embase. En y ajoutant les matériaux nécessaires à la construction des fondations et les munitions, une seule pièce nécessite six wagons de chemins de fer pour être déplacée sur de longues distances et une batterie complète pas moins de trente-et-un wagons. Une fois arrivé au plus près par chemin de fer, les éléments sont transportés par un chemin de fer à voie étroite. Pour tenter d’améliorer la mobilité, les batteries SKM 2 et SKM 5 sont dotés à partir de 1912 de tracteurs à vapeur permettant de déplacer les éléments par la route.
Une fois sur place, le terrain est dégagé de la végétation et nivelé. Une fosse est ensuite creusée et aménagée avec des poutres en bois. L’embase est alors boulonnée sur ces poutres, puis l’affût et le tube sont assemblés. En tout, la préparation du terrain et l’assemblage de l’arme prennent environ douze heures, si les conditions sont favorables.

### Beta-Gerät 09
Bien qu’étant issu du même projet, le Beta-Gerät 09 est très différent du Beta-Gerät original et plus proche du Gamma-Gerät, qui en est une version agrandie. En dépit d’un calibre identique, le Beta 09 dispose d’un affût plus grand et supportant un tube de 16 calibres, soit 5 m de long. Par conséquent, sa masse est considérablement plus élevée et atteint 45 t, ce qui le rend encore plus difficile à transporter. Ainsi, chaque pièce nécessite cinq wagons de chemin de fer et une batterie trente-sept.
Le Beta 09 bénéficie en revanche de performances balistiques améliorées : le tir est plus précis et peut porter jusqu’à 12 000 m. Il dispose également d’améliorations technologiques avec une fermeture de culasse à vis et de freins de recul pneumatiques.